# Каим (холм)

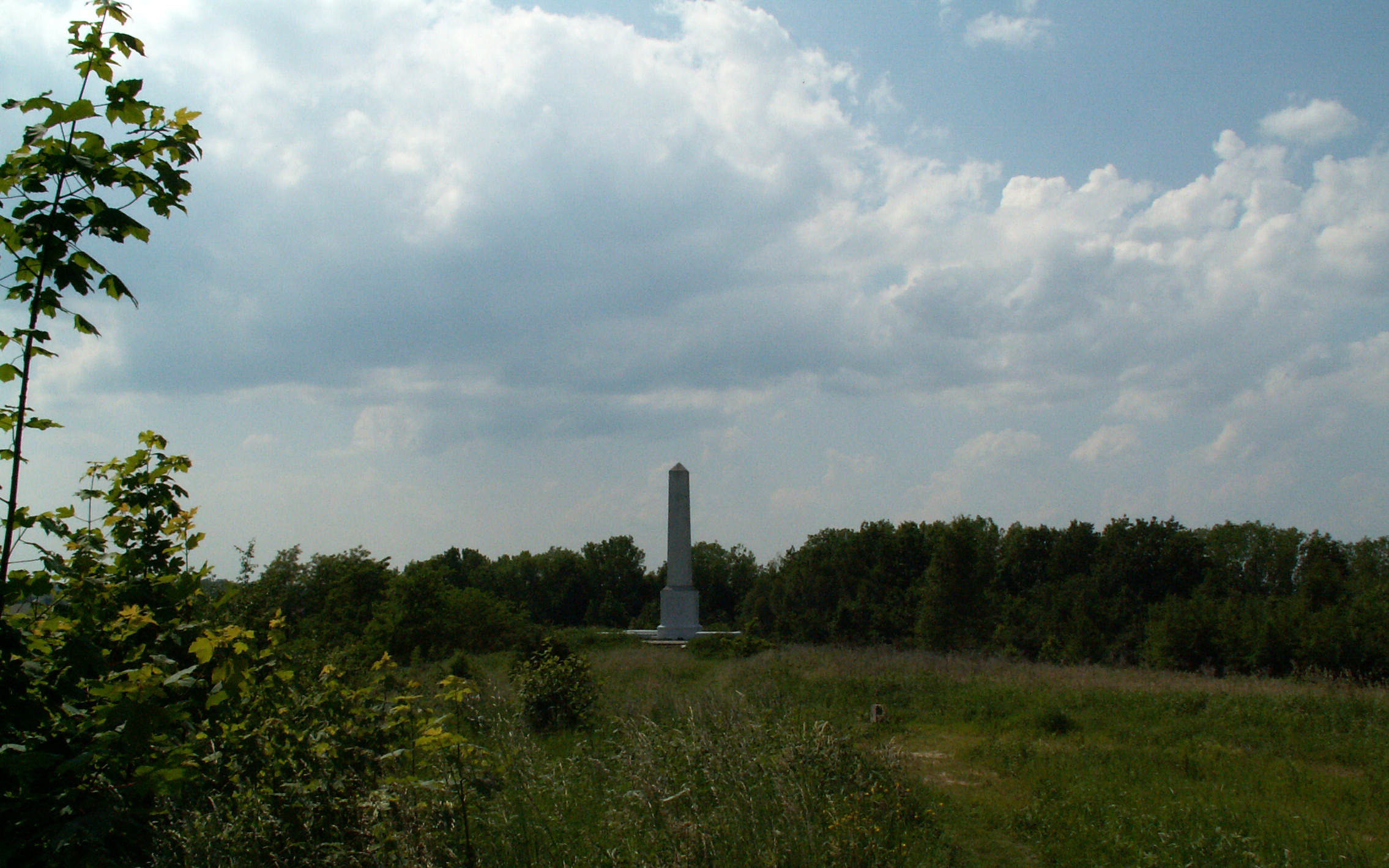
Памятник на вершине холма Каим

Ка́им (пол. Kaim) — холм, находящийся в правобережной части Кракова в административном районе Дзельница XII Бежанув-Прокоцим в южной части бывшей деревни Бежанув на границе городской черты Кракова и города Величка. Высота холма составляет 265 метра над уровнем моря. Холм является естественной границей между городскими чертами Кракова и Велички.

## География
Холм имеет форму широкого горба и его длина, простирающаяся с востока на запад, составляет около 500 метров. Пологий северный склон спускается в долину реки Висла. Со стороны крутого южного склона находится долина реки Серафы, которая омывает холм с юга на запад.
Вершина холма и его западный склон застроен домами.

## Достопримечательности
- На западном склоне примерно в 300 метрах от вершины находится памятник, посвящённый ожесточённым боям между австро-венгерской и российской армиями. 6 декабря 1914 года австрийские войска остановили атаку русской армии на вершине холма Каим.